# Acheta
A Acheta a valódi tücskök rendszertani családjának egyik neme. Az ide tartozó fajok az Antarktisz kivételével minden kontinensen előfordulnak.

## Fajok
A genusba 18 faj tartozik. Magyarországon a házi tücsök képviseli.
- Acheta angustiusculus Gorochov, 1993
- Acheta arabicus Gorochov, 1993
- Acheta brevipennis Chopard, 1963
- Acheta chudeaui (Chopard, 1927)
- Acheta confalonierii (Capra, 1929)
- Acheta domesticus (Linnaeus, 1758) - házi tücsök (típusfaj)
- Acheta gossypii (Costa, 1855)
- Acheta hispanicus Rambur, 1838
- Acheta latiusculus Gorochov, 1993
- †Acheta marioni Théobald, 1937
- Acheta meridionalis (Uvarov, 1921)
- Acheta pachycephalus (Karsch, 1893)
- Acheta pantescus Massa, Cusimano, Fontana & Brizio, 2022
- Acheta pulchellus Gorochov, 2017
- Acheta rufopictus Uvarov, 1957
- Acheta svatoshi Gorochov, 1988
- Acheta turcomanoides Gorochov, 1993
- Acheta turcomanus Gorochov, 1978